# Peter Palmér
Peter Agnar Palmér, född 22 januari 1940 i Oscars församling, Stockholm, död 8 april 2023 på Djurö, Stockholms län, var en svensk skådespelare.
Peter Palmér var son till byggnadsingenjören Per Palmér och Birgit, ogift Dahlin, samt sonson till arkitekten Agnar August Palmér.
Utöver ett antal film- och TV-roller i bland annat Skilda världar, Rederiet och Kenny Starfighter var Palmér även knuten till Malmö stadsteater 1980–1987.
Palmér var 1968 till 1983 gift med Anngret Palmér (1939–2018) och 1984 till 1995 med skådespelaren Jill Runestedt (1949–2010).

## Filmografi (i urval)
- 1975 – Nisse och Greta (TV-serie)
- 1979 – Kejsaren – Styrmannen
- 1983 – Torsten och Greta (TV-serie) – Jönsson
- 1986 – Kulla-Gulla (TV-serie) – Lindgren
- 1988 – Ovädret (TV-serie) – Fischer
- 1988 – Strul – Hans Ekelund, kommunalpamp
- 1989 – 1939 – Tysk officer
- 1989 – S/Y Glädjen – Sven Ekholm
- 1992 – Tre kärlekar (TV-serie) – Kapten Morberg
- 1992 – Kvällspressen (TV-serie) – Fristedt, SÄPO-kommissarie
- 1995 – Anna Holt – Polis (TV-serie) – Mackling
- 1995 – Zonen (TV-serie) – överstelöjtnant Sander
- 1996–1998 – Rederiet (TV-serie) – Doktor Bergvall
- 1996–1998 – Skilda världar (TV-serie) – Max Lindholm
- 1997 – Kenny Starfighter (TV-serie)
- 1999 – Ett litet rött paket (TV-serie)

## Teaterroller i urval
- 1980 – Vildanden, Malmö stadsteater[7]
- 1981 – Söndagspromenaden, Malmö stadsteater[7]
- 1981 – Erik XIV, Malmö stadsteater[7]
- 1981 – Söndagspromenaden, Malmö stadsteater[7]
- 1982 – Maratondansen, Malmö stadsteater[7]
- 1983 – Gisslan, Malmö stadsteater[7]
- 1983 – Mio min Mio, Malmö stadsteater[7]
- 1984 – Streber, Malmö stadsteater[7]
- 1985 – Stepping out, Malmö stadsteater[7]
- 1986 – Isak Juntti hade många söner, Malmö stadsteater[7]
- 1986 – Kuta och kör!, Malmö stadsteater[7]
- 1987 – Min fru går igen, Malmö stadsteater[7]